# Хімічний завод в Ярравіллі (Cuming Smith)
Хімічний завод в Ярравіллі (Cuming Smith) — колишній виробничий майданчик, становлення якого пов'язане з компанією Cuming Smith.
Випуск сульфатної кислоти в Ярравіллі започаткували Robert Smith & Son, а у 1871-му їх підприємство викупила Cuming Smith & Co. Остання суттєво розширила бізнес та перетворила майданчик на хімічний завод, що на основі спалювання сірки випускав сульфатну та сульфітну кислоти, а також нітратну та соляну кислоти (в ті часи їх зазвичай отримували реакцією сульфатної кислоти з нітратом натрію та хлоридом натрію відповідно), нітрат амонію та різноманітні сульфати. Також завод певний час працював з лісохімією, випускаючи деревну смолу, ацетон та консерванти для деревини.
У 1876-му завод повністю згорів, так що неушкодженим залишився лише димар, втім, вже за два місяці відновлений майданчик зміг видати першу продукцію.
Ще в 1871-му James Macmeikan & Co заснували поряд виробництво кісткового борошна (містить до 24 % кальцію та 11 % фосфору, а тому може використовуватись як добриво), а також узялись за роботу з гуано. У 1875-му цей майданчик викупили Cuming Smith, після чого в 1878 році напрям добрив посилили за рахунок суперфосфату, що стало першим в історії Австралії випадком промислового виробництва цього фосфорного добрива. Суперфосфат отримували шляхом обробки кісткового борошна сульфатною кислотою, при цьому значну частину продукції експортували, так, відомо про вивезення 3 тисяч тонн суперфосфату до Маврикію та Нової Зеландії. В довіднику від 1888 року зазначалось, що ярравілльський завод виробляє для споживачів Австралії 4 тисяч тонн добрив на рік.
У 1897-му Cuming Smith першими почали завозити до Австралії фосфорити, що дало набагато потужніше джерело сировини для продукування фосфорних добрив аніж кісткове борошно. Первісно фосфорити постачали з США (з Теннессі та Флориди), а за кілька років до них додались поставки з островів Оушен, Науру та Різдва. Що стосується виробництва сульфатної кислоти, то в якийсь момент почали використовувати пірити, що так само спалювались в печах.
В 1907-му Cuming Smith стала учасником картелю Victorian Fertiliser Association, до якого також увійшли ярравілльський суперфосфатний завод групи Mt Lyell (виникла на Тасманії як гірничодобувна, після чого розширила діяльність на інші галузі та регіони), Wischer & Co. Proprietary Ltd. (так само мала суперфосфатний майданчик у Ярравіллі) та Federal Fertilizers (дочірня структура виробника вибухівки Australian Explosives and Chemicals, що так само діяв в районі Мельбурну на майданчику в Діїр-Парк). Створений колишніми конкурентами картель займався встановленням фіксованої ціни на добрива.
У 1929-му учасники картелю об'єднались в межах компанії Commonwealth Fertilisers, яку в 1936-му придбав британський хімічний концерн Imperial Chemical Industries (ICI). При цьому ICI продовжив діяльність у Ярравіллі на колишньому майданчику Mt Lyell, але продав майданчик, що раніше належав Cuming Smith, компанії The Phosphate Co-operative Company of Australia (в 1994-му перейменована на Pivot Limited).
Станом на 1980-ті роки The Phosphate Co-operative Company of Australia мала в Ярравіллі дослідно-виробничий центр, що займався розробкою та випуском комплексних гранульованих добрив. Сюди завозили подвійний суперфосфат, діамонійфосфат, моноамонійфосфат, сульфат амонію та хлорид калію. Також майданчик мав резервуари для аміаку, сульфатної та фосфорної кислоти (остання була необхідна для отримання потрійного суперфосфату).
У 1990-х на колишньому майданчику Cuming Smith у Ярравіллі активно зносили старі будівлі, а в 2000-му його продали порту Мельбурна.